# Réserve naturelle régionale du marais de la Grenouillère
La réserve naturelle régionale du marais de la Grenouillère (RNR147) est une réserve naturelle régionale située dans le département du Pas-de-Calais, dans les Hauts-de-France. Classée en 2007, elle occupe une surface de 16,63 hectares et protège des milieux alluviaux inondables dans la vallée de la Ternoise.

## Localisation

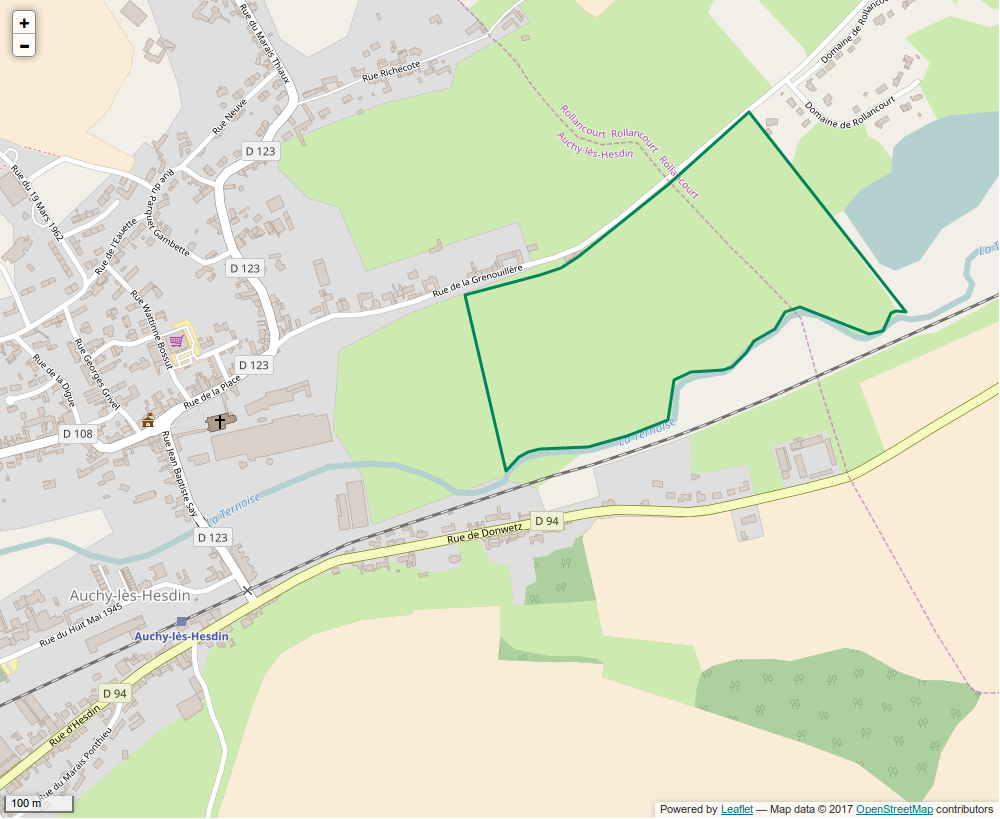
Périmètre de la réserve naturelle.

Le territoire de la réserve naturelle est au centre du département du Pas-de-Calais, sur la commune d'Auchy-lès-Hesdin, dans la vallée de la Ternoise.
La zone biogéographique est la zone atlantique. Il s'agit d'une situation alluviale à très faible dénivelé (les points haut et bas sont respectivement à 35 et 33 m.

## Histoire du site et de la réserve
Le site fut longtemps exploité en vaine pâture par les habitants d'Auchy-lès-Hesdin.
Par son intérêt en tant que zone humide, le site a été classé en réserve naturelle volontaire en 2000.
Le classement en réserve naturelle régionale est intervenu en 2007.

## Écologie (biodiversité, intérêt écopaysager…)
Ce complexe de zones boisées, prairies et zones en eau est l'une des dernières zone humide de la vallée de la Ternoise qui ait conservé une degré élevé de naturalité. Il fait partie d'un ensemble plus vaste de prairies humides jouant pour certaines un rôle important comme zone d'expansion de crue (ZEC), contribuant à limiter les crues en aval et l'impact des sécheresses estivales ou des canicules dans cette partie de la vallée.
Le site comprend une mosaïque de milieux allant de zones tourbeuses acides à des reliques de bas-marais alcalins.
On peut y distinguer trois grands types de milieux :
- Prairie humide avec un cortège végétal hygrophile incluant notamment le Jonc glauque (Juncus inflexus), la Pulicaire dysentérique (Pulicaria dysenterica) et de nombreuses orchidées sauvages dont l'Orchis négligé (Dactylorhiza praetermissa) et l'Orchis incarnat (Dactylorhiza incarnata)…
- Mégaphorbiaies à végétation haute et dense mais non forestière, incluant des associations telles que « Reine-des-prés et Cirse maraîcher » et de type « Ortie dioïque et Baldingère ».
- Aulnaie marécageuse constituant un boisement alluvial hygrophile et inondable dominé par l’Aulne glutineux, mais accueillant aussi des saules et frênes.

Du point de vue phytosociologique, une fraction constituant 5 % du site est particulièrement intéressante (Mégaphorbiaies hygrophiles d'ourlets planitiaires et des étages montagnard à alpin), outre les tourbières basses alcalines.

### Flore
Un total de 180 espèces de fleurs sauvages a été identifié par le Conservatoire des sites (environ 15 % des espèces de la flore régionale, dont l'Orchis incarnat (Dactylorhiza incarnata), l'Orchis négligé (Dactylorhiza praetermissa), la Linaigrette à feuilles étroites (Eriophorum polystachion), le Trèfle d’eau (Menyanthes trifoliata), la Valériane dioïque (Valeriana dioica), la Prêle des bourbiers (Equisetum fluviatile), le Gaillet des fanges (Galium uliginosum), le Scirpe des bois (Scirpus sylvaticus), la Véronique à écus (Veronica scutellata)…
On y trouve aussi le Lychnis fleur de coucou, le Populage des marais ou encore la Linaigrette (très rare et menacée dans cette région) dans les zones d'extraction de la tourbe.

### Faune
L'avifaune du marais compte 27 espèces (état d'inventaire en 2008) dont 22 sont nicheuses, avec notamment le Phragmite des joncs, le Martin-pêcheur et le Râle d'eau.
Au moins 7 espèces d'amphibiens vivent dans le marais dont la Salamandre tachetée en forte régression dans cette partie de l'Europe.
Le marais et sa lisière abritent de nombreux invertébrés rares ou devenus rares, dont plusieurs espèces d'odonates (Agrion de Vander Linden notamment, Agrion jouvencelle, Sympetrum jaune d'or), des criquets dont le Criquet ensanglanté (Stethophyma grossum).
Le marais abrite aussi au moins 14 espèces de papillons de jour : Petite tortue (autrefois courante mais en forte régression depuis les années 2000), Tristan, Azuré de la Bugrane, Grand sphinx de la vigne, Bucéphale)…
On y compte aujourd'hui 43 espèces de mollusques. En 1999 ont été faites les premières observations d'individus vivants d'une espèce protégée au titre de Natura 2000 (annexe II) ; Vertigo moulinsiana (espèce dont la présence était antérieurement connue dans la région par deux coquilles vides trouvées à Sangatte).

### État, pressions ou menaces, réponses
Le marais était à la fin du XXe siècle constitué à 80 % de prairies semi-naturelles humides et de prairies mésophiles améliorées, mais pour 20 % marqué par des traces importantes activités humaines (dont extraction de tourbe, zones urbanisées et industrielles, routes et anciennes décharges…).
Une des menaces qui pèsent sur lui est l'eutrophisation générale de l'environnement ou l'impact différé des pesticides appliqués dans le bassin versant ou apportés par les pluies.
Des actions de gestion restauratoire et/ou conservatoire de la strate herbacée sont menées notamment par la restauration d'un pâturage extensif assuré par des vaches et chevaux.

## Intérêt touristique et pédagogique
Le site est aménagé par le Conservatoire d'espaces naturels pour être ouvert à la promenade libre toute l'année et de manière à être support d'éducation à l'environnement (avec un partenariat privilégié avec collège Jean Rostand).

## Anecdotes
- L'actrice Adrienne Lecouvreur aurait été enterrée dans le marais de la Grenouillère, l'église lui ayant refusé le cimetière.

## Administration, plan de gestion, règlement
La réserve naturelle est gérée par le Conservatoire d'espaces naturels du Nord et du Pas-de-Calais.

### Outils et statut juridique
La réserve naturelle régionale a été classée par une délibération du Conseil régional Nord - Pas de Calais du 16 octobre 2007.
Le site fait l'objet de classement à divers titres :
- Site ou proposition de Site d'importance communautaire (SIC/pSIC) ; Code:FR3102001 (proposé comme SIC par la France à l'Europe en février 2001 selon la fiche Natura 2000)
- La réserve est l'un des éléments de la trame verte et bleue régionale et est important pour le SAGE de la Canche[4], qui va devoir se conformer au nouveau SDAGE (qui devrait être mis à jour en 2009) dans le cadre de la Directive cadre sur l'eau

Un plan de restauration de l'anguille européenne est étudié et doit être décliné dans toutes les régions françaises en application d'un règlement européen